# Керинчи (народ)
Керинчи — (самоназвание), коринчи, (малайск. Kerinci atau Kerinchi) народ в Индонезии. Расселен на плато Керинчи в центре острова Суматра. Численность насчитывает 180 тыс. человек.

## История
До голландского завоевания в конце XIX века керинчи формально зависели от малайского султаната Джамби, образовавали 4 вождества. По материальной культуре керинчи близки минангкабау и малайцам.

## Язык
Язык — керинчи западно-австронезийской группы австронезийской семьи. Также имеется индонезийский и минангкабийский языки. Письменность относится к южноиндонезийскому происхождению.

## Население

### Занятия
Высоко развито плужное поливное рисосеяние. Производство чая, кофе, табака. Развита добыча золота.

### Религия
Религия — мусульмане-сунниты.

## Структура социума
Сохрание деления на матрилинейные роды и линиджи разных уровней (сапияу, сапинту, калбу, пехаут, лухо). Сохранение территориально-родственных общин (дусун), объединенные в традиционные административные районы (мендапо). Во главе родов старейшины. Брак матрилокальный, матрилинейное наследование и авункулинейное наследования.